# Vườn thú Kraków
Sở thú Kraków (tiếng Ba Lan: Ogród Zoologiczny w Krakowie) nằm ở Kraków, Ba Lan và được thành lập vào năm 1929. Đây là nhà của hơn 1500 cá thể động vật và khoảng 260 loài. Vườn thú là thành viên được chứng nhận của Hiệp hội Sở thú và Thủy cung Châu Âu và Hiệp hội Sở thú và Thủy cung Thế giới.

## Lịch sử
Lần đầu tiên đề cập đến những động vật kỳ lạ được nuôi giữ ở Kraków có từ năm 1406, khi một cặp sư tử được vận chuyển từ Florence đến Kraków. Trước khi Vườn bách thú ở Kraków được thành lập, một bầy thú hoàng gia đã tồn tại trên đồi Wawel trong thời Trung Cổ. Bộ sưu tập bao gồm các loài động vật như khỉ, lạc đà, sư tử, báo và nhiều loài gặm nhấm. Khi vua Zygmunt III Waza chuyển thủ đô của Ba Lan từ Kraków đến Warsaw vào năm 1596, các đàn thú đã trải qua một thời kỳ suy tàn. Vào thế kỷ 18 và 19, một số chế độ tư nhân khác đã được thành lập ở nhiều khu vực khác nhau của Kraków, như Công viên Kraków (nay là Công viên Marek Grechuta ở Kraków). Các nhà hoạt động của chi nhánh Kraków của Hội Ba Lan Copernicus thuộc nhà tự nhiên học Wincenty Wober, Kazimierz Maślankiewicz, Leon Holcer, và Karol Łukaszewicz đã hình thành ý tưởng thành lập một vườn bách thú ở Kraków và để định vị nó ở Las Wolski, gần Tu viện Camaldolese Hermit ở Bielany.
Việc mở cửa vườn thú diễn ra vào ngày 6 tháng 7 năm 1929, với sự có mặt của Tổng thống Ba Lan Ignacy Mościcki. Vào ngày khai mạc, vườn thú đã sở hữu 94 loài động vật có vú, 98 loài chim và 12 loài bò sát. Antoni Koziarz được bổ nhiệm làm giám đốc đầu tiên của Sở thú Kraków và giữ vị trí này cho đến năm 1966.. Trong Chiến tranh thế giới thứ hai, vườn thú nằm dưới chính quyền Đức và nhiều động vật được giữ trong vườn thú đã được chuyển đến các vườn bách thú khác ở Đức. Năm 1963, một công ty có tên City Park and Zoological Garden (tiếng Ba Lan: Miejski Park i Ogród Zoologiczny) đã được thành lập và một thời kỳ tái thiết và hiện đại hóa đã diễn ra.
Hiện tại, vườn thú chứa 1.500 cá thể động vật đại diện cho 260 loài và chiếm diện tích gần 17 hecta. Số lượng du khách hàng năm lên tới 300.000. Chương trình nhân giống của sở thú đã dẫn đến sự ra đời của một cá thể thần ưng andes vào năm 2014. Động vật khác sinh ra trong điều kiện nuôi nhốt trong sở thú bao gồm: sói bờm, báo tuyết, báo hoa mai, báo đốm, cáo Fennec, linh miêu tai đen, mèo hoang dã châu Âu, lynxes bắc, cuscuses mặt đất, với khỉ mặt xanh đen, tinh tinh, vượn lar, và loài khỉ đuôi sóc thông thường.

## Bộ sưu tập

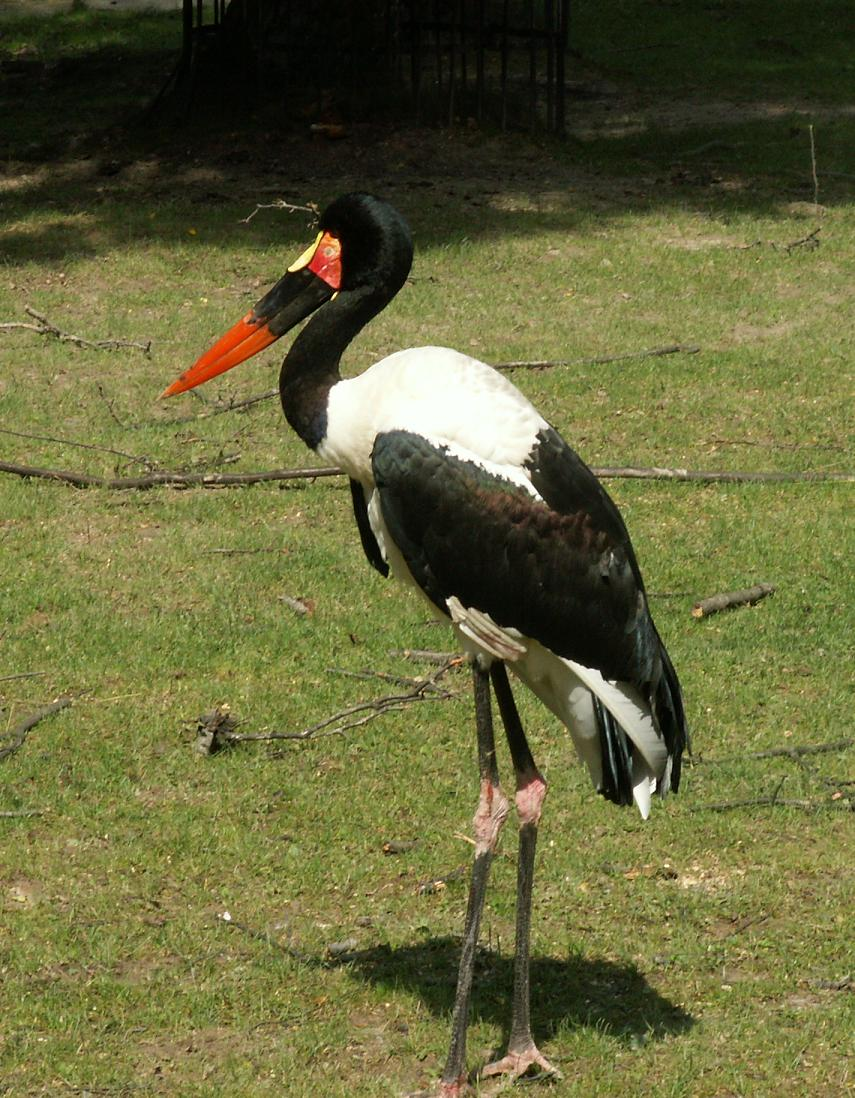
Hạc mỏ yên ngựa
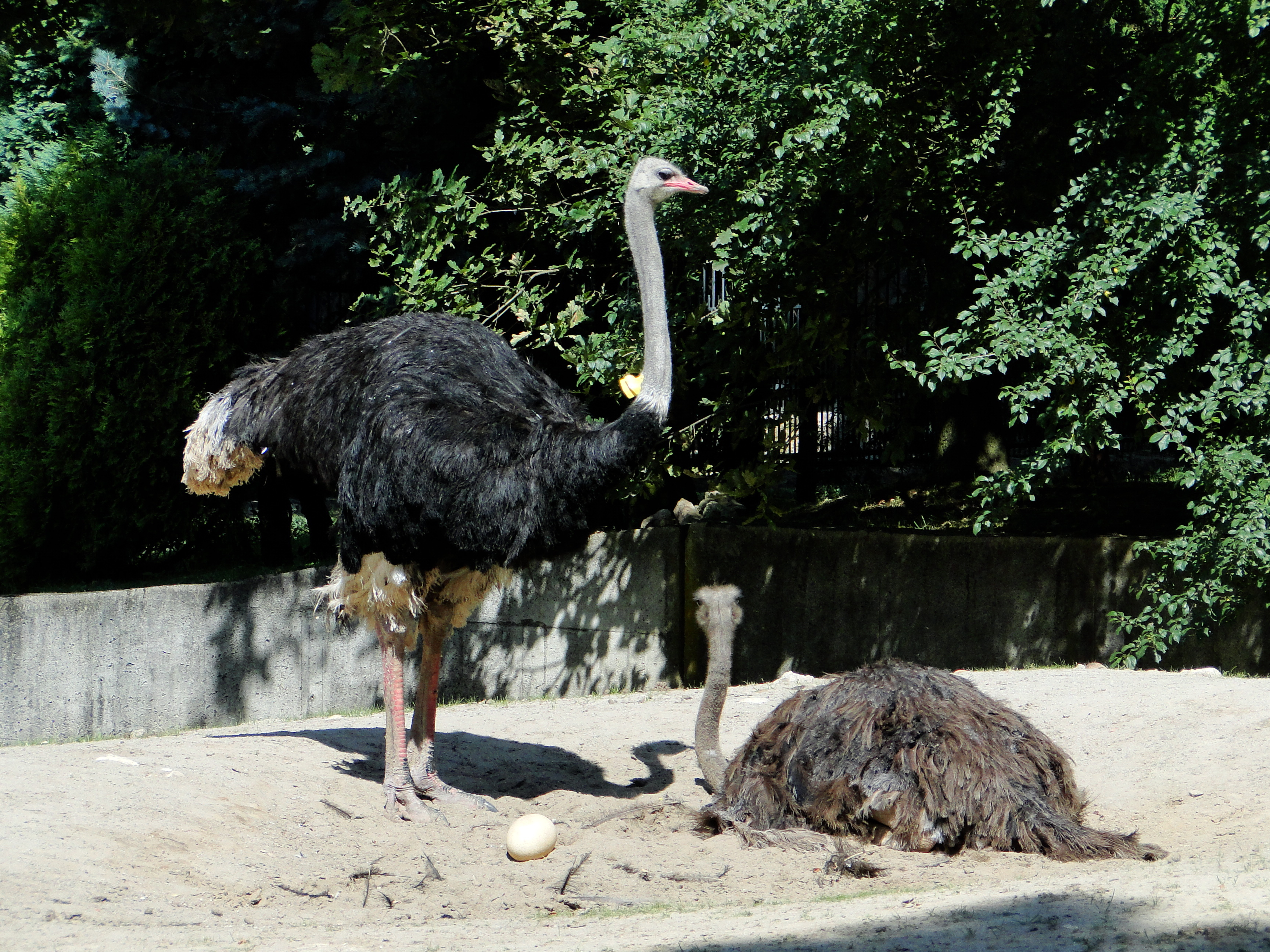
Đà điểu
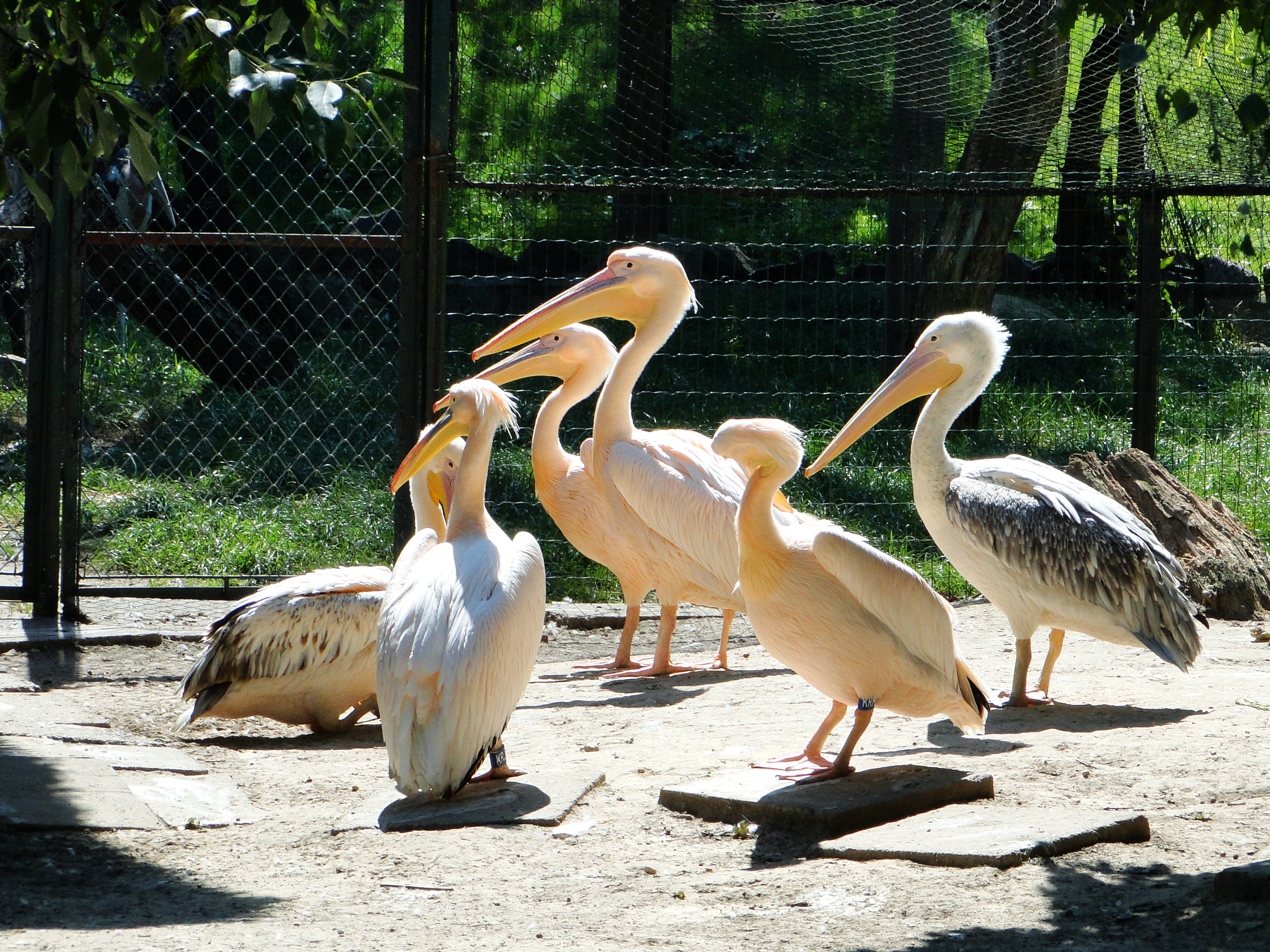
Bồ nông trắng lớn
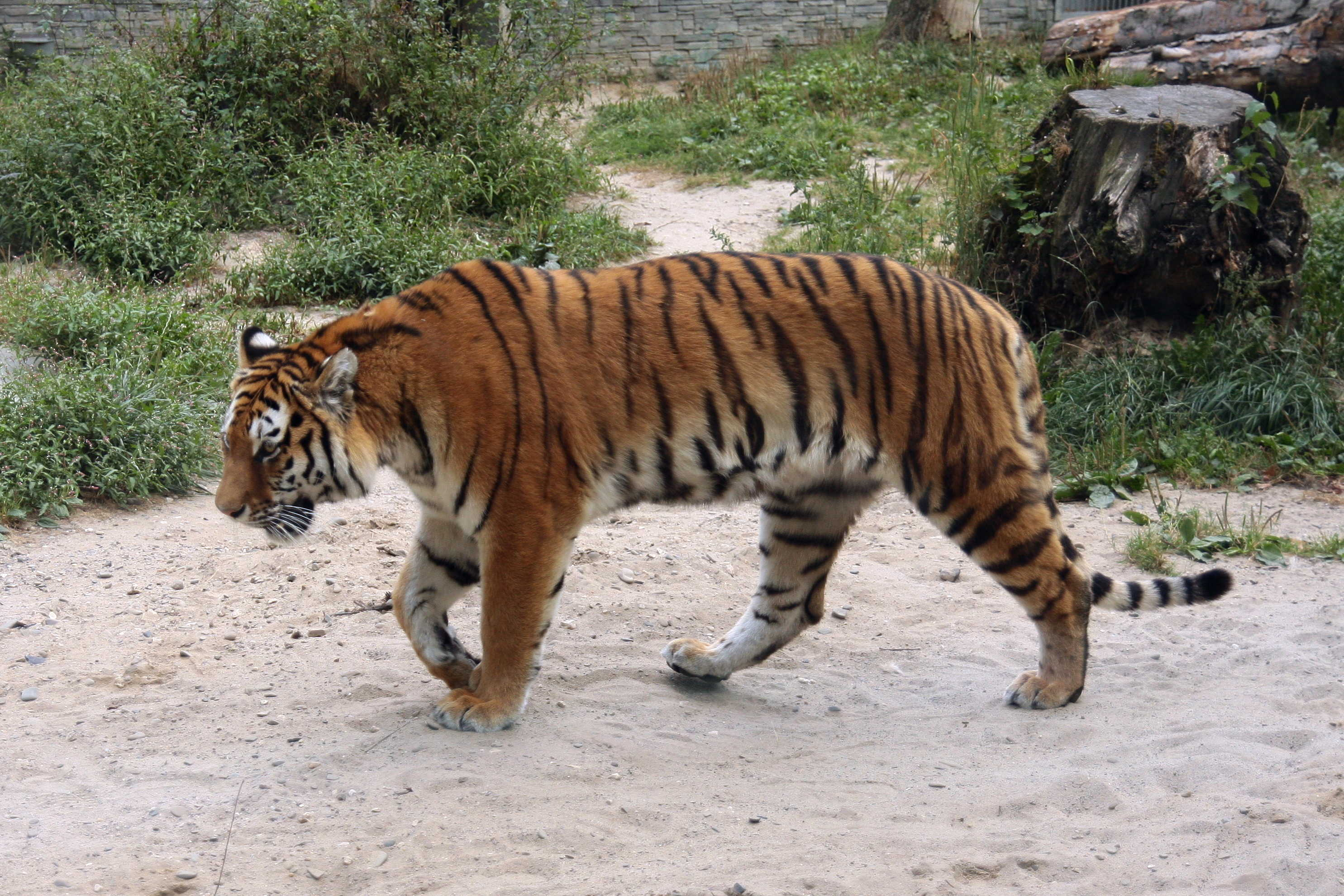
Hổ
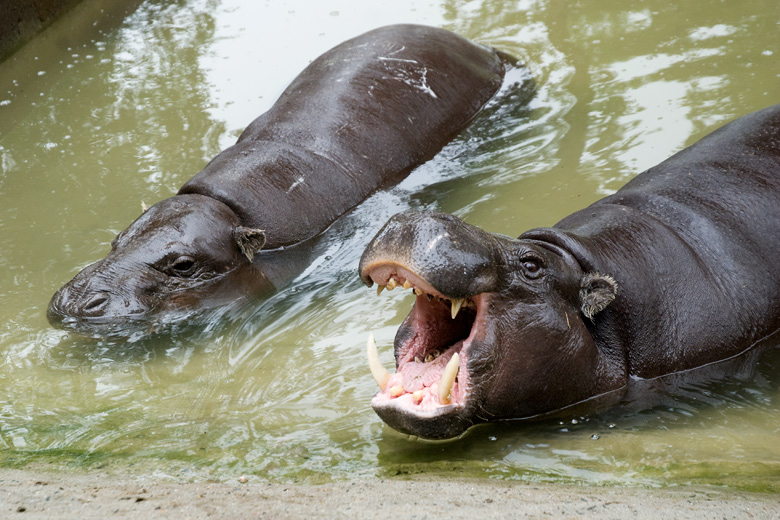
Hà mã lùn
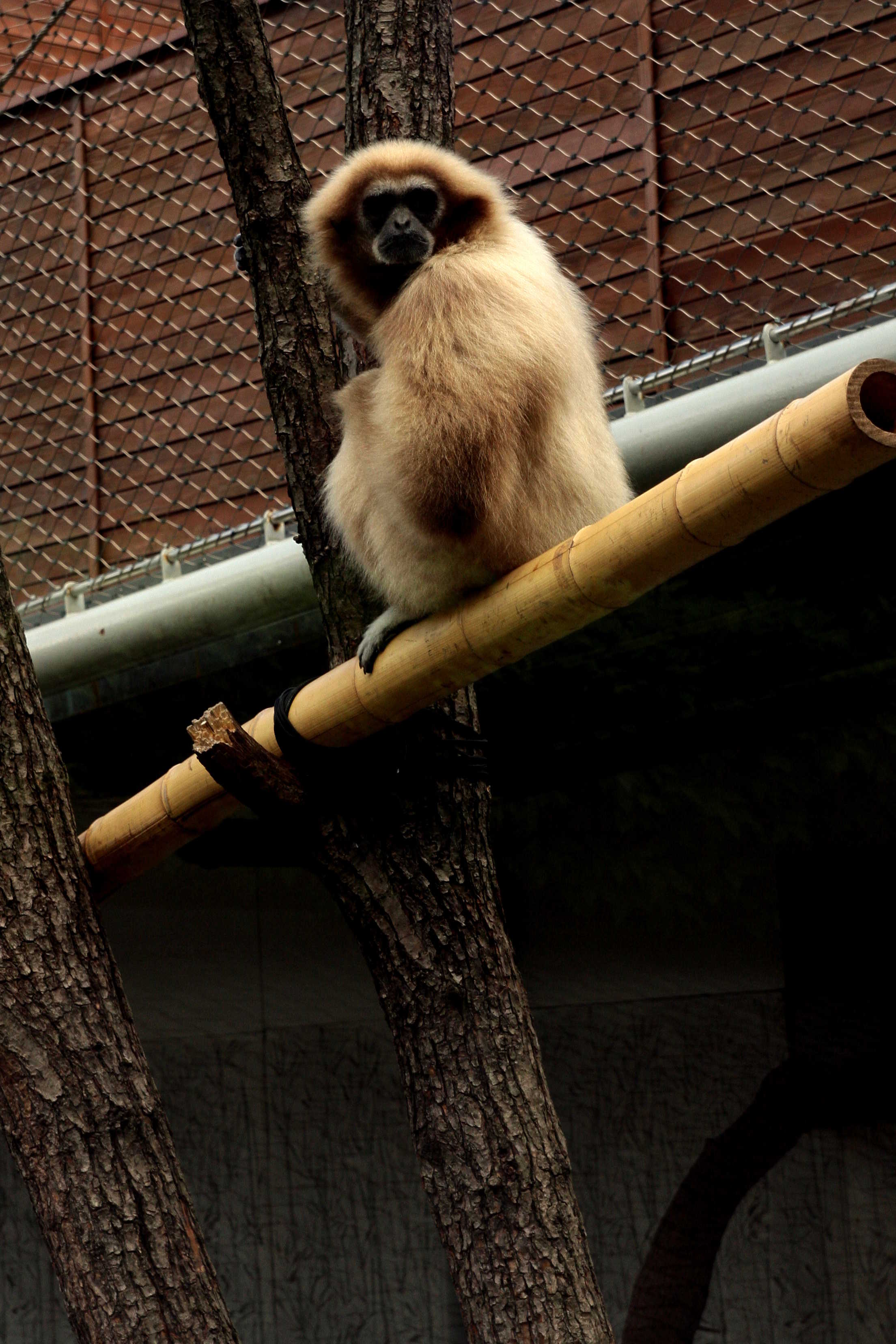
Vượn tay trắng
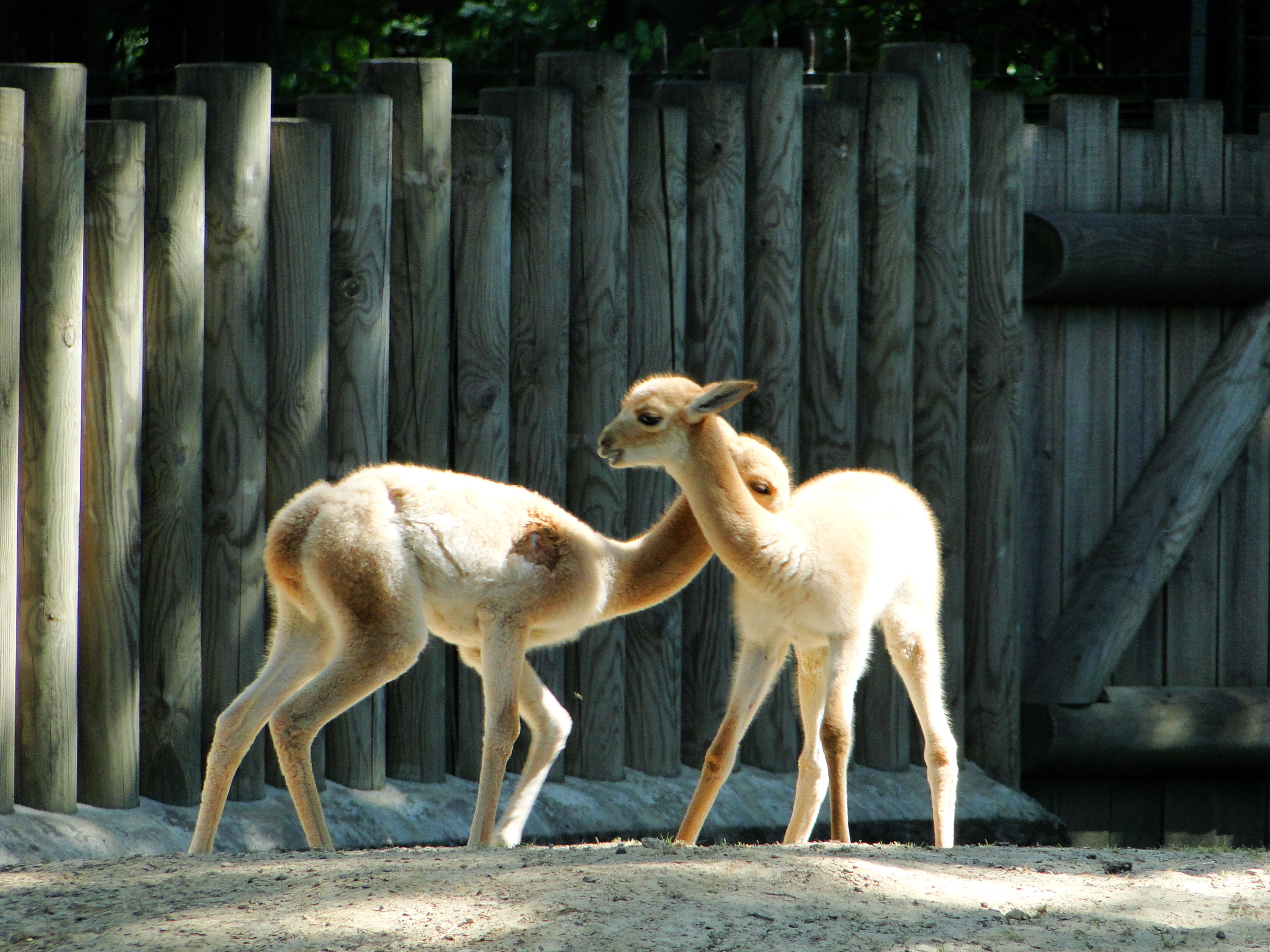
Lạc đà Vicuña
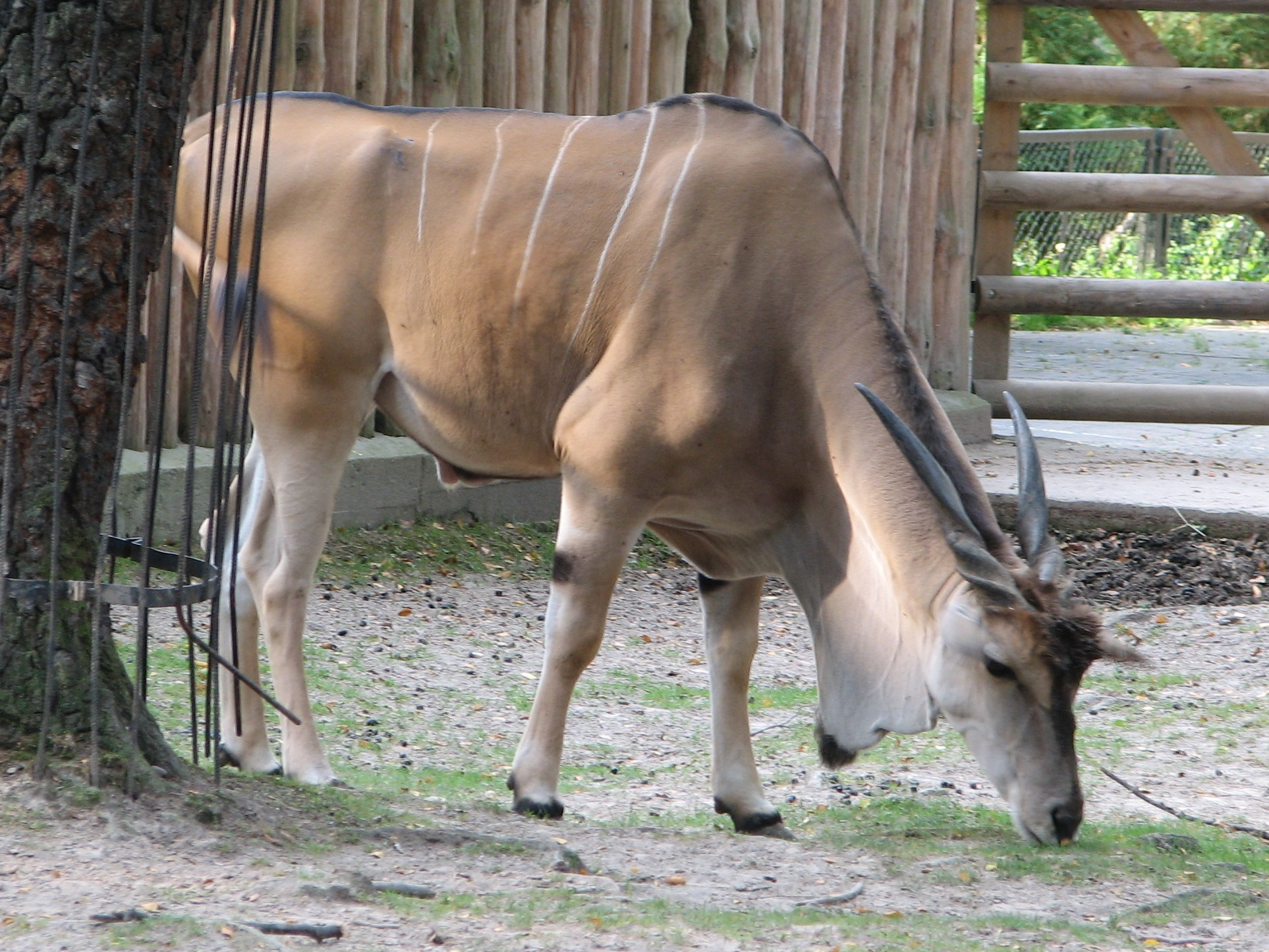
Linh dương Eland
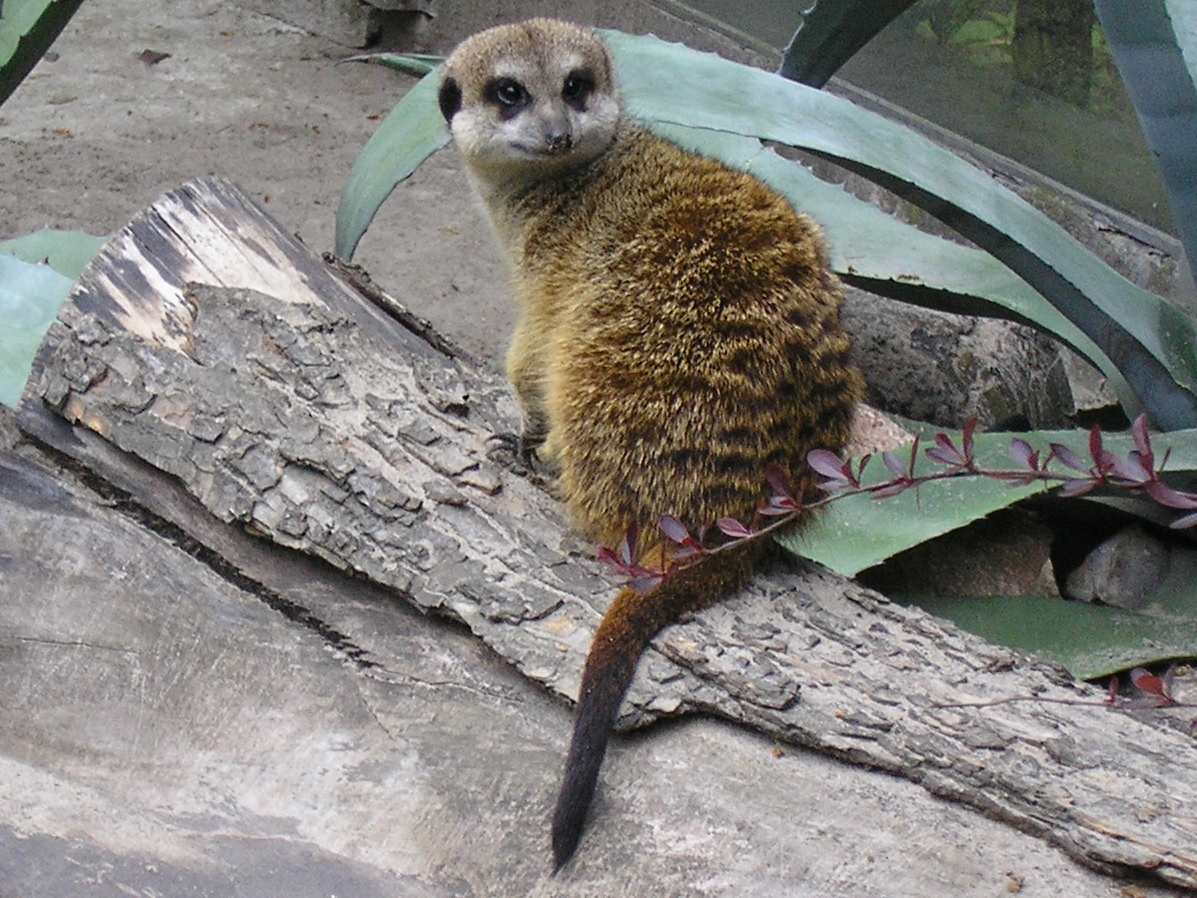
Meerkat
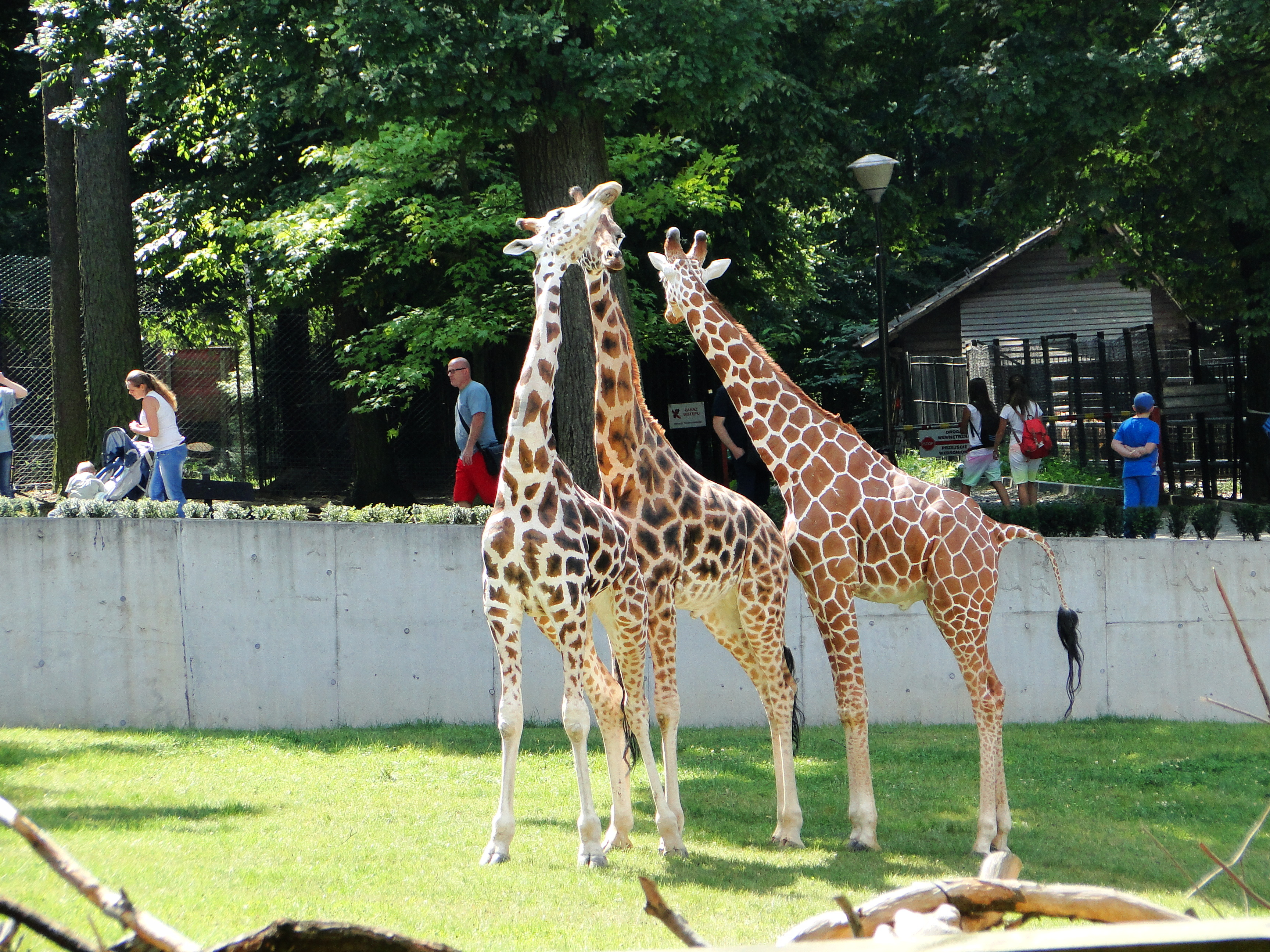
Hươu cao cổ
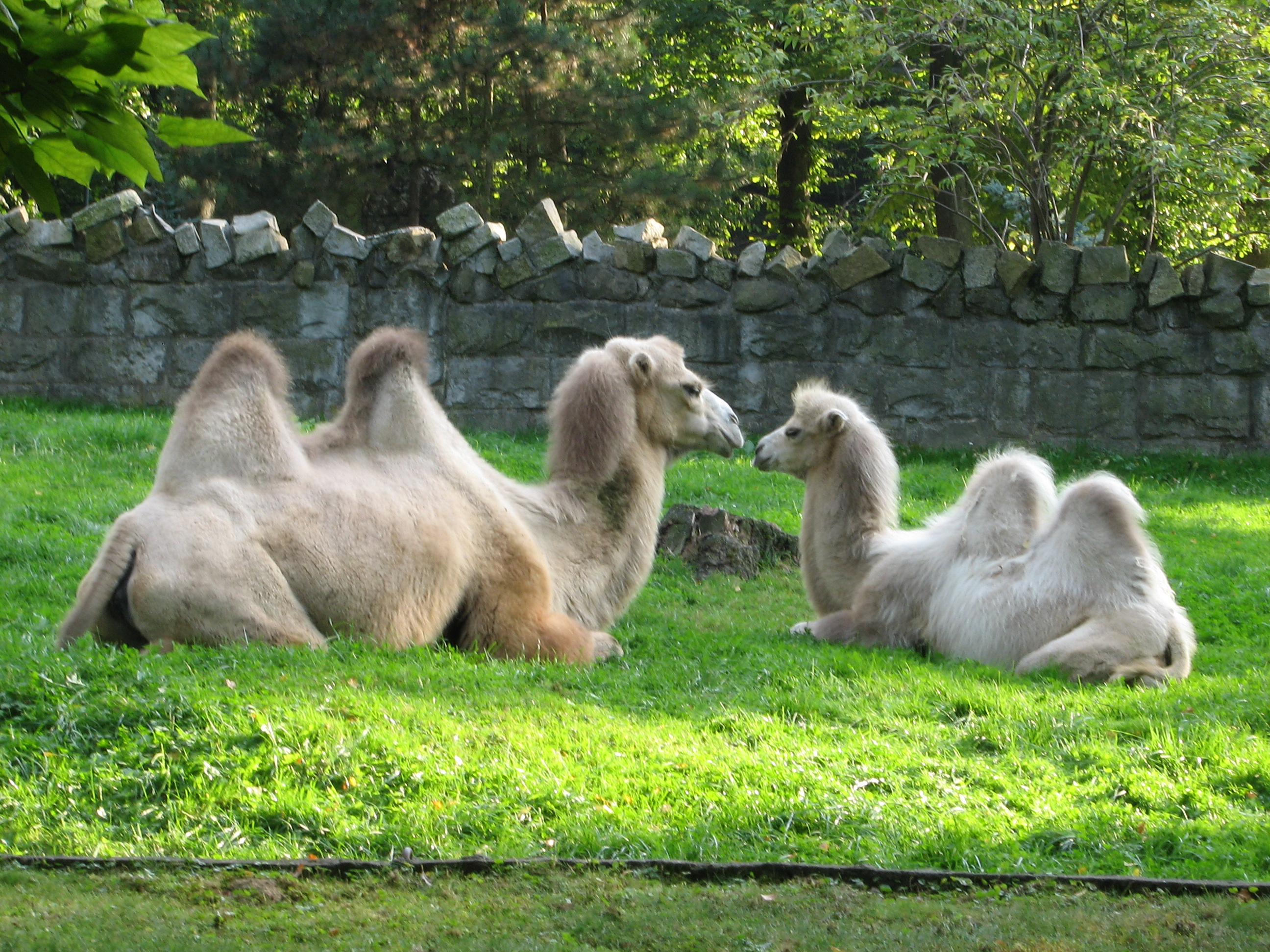
Lạc đà hai bướu hoang dã
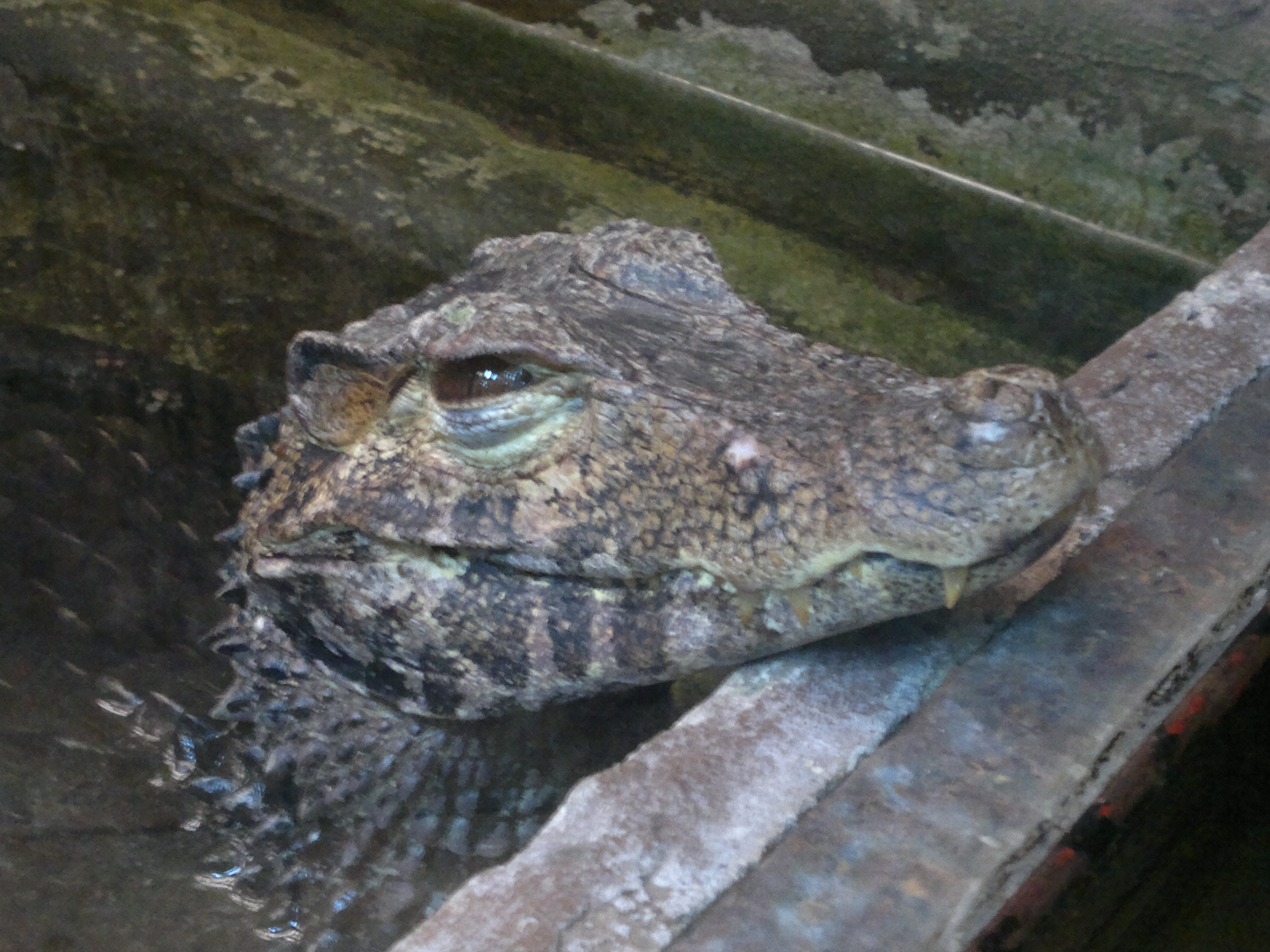
Cá sấu